# Васил Левски (стадион)
Национа́льный стадио́н «Васи́л Ле́вски» (болг. Национален стадион „Васил Левски“) — мультиспортивный стадион, расположенный в болгарской столице София и названный в честь болгарского революционера и национального героя Васила Левского. Стадион находится в самом центре Софии, на территории Борисова сада — старейшего и наиболее известного городского парка. Вместимость стадиона составляет 42 230 мест. На стадионе проводятся футбольные матчи — как правило, матчи футбольной сборной Болгарии и финалы Кубка Болгарии. Прежде стадион использовался в качестве домашней арены клуба «Левски» во время выступлений команды в Лиге чемпионов, также на нём проводятся матчи клубов Софии.
На территории спортивного комплекса проходят соревнования по дзюдо, спортивной гимнастике, баскетболу, боксу, фехтованию, большому теннису и другим видам спорта. Помимо этого, на стадионе давали концерты разные знаменитые певцы и группы.

## История
На месте стадиона «Васил Левски» в довоенные и военные годы находились два других стадиона — «Игрище Левски» и «Юнак», причём сборная проводила большинство матчей именно на «Юнаке». В 1940-е и 1950-е годы оба стадиона были снесены, а для нужд «Левски» в 1963 году был построен стадион «Георгий Аспарухов».
В 1953 году на их месте был открыт «Васил Левски» вместимостью 42 тысячи зрителей, не имевший тогда индивидуальных сидений. Особенности конструкции стадиона заключались в том, что был возведён только нижний ярус трибун (высотой примерно в два раза меньше, чем текущие трибуны), а из-за неровного рельефа западная часть стадиона и трибуны находились ниже, чем восточная. Верхний ярус трибун был достроен только в 1960-е годы, а к концу десятилетия были возведены мачты с прожекторами.
Уже в апреле 1953 года на стадионе состоялся неофициальный товарищеский матч между сборной Болгарии и сборной рабочих Франции, представленной Федерацией рабочего спорта и гимнастики. Открытие стадиона состоялось 5 июля 1953 года товарищеским матчем между софийским «Динамо» (нынешний «Левски») и «Веной»; с этого же дня на стадионе проводились соревнования по лёгкой атлетике. Через месяц здесь стали проводиться матчи чемпионата Болгарии. 6 сентября 1953 года здесь прошёл первый матч сборных — матч Болгарии против Чехословакии в рамках отбора на чемпионат мира.
В пределах стадиона есть помещения для соревнований по дзюдо, художественной гимнастике, баскетболу, боксу, аэробике, фехтованию и настольному теннису. Здесь также есть тренировочный зал, два зала для пресс-конференций и три ресторана. В 1957 году в помещениях стадиона прошли матчи чемпионата Европы по баскетболу.
Болгария, выдвигая заявку Софии на проведение зимней Олимпиады 2014 года, включила стадион в качестве арены для проведения церемоний открытия и закрытия игр. В июле 2011 года прозвучали планы возвести новый 40-тысячный стадион в пригородах Софии, но от них вскоре отказались.

## Концерты
24 июля 1990 года на стадионе «Васил Левски» состоялся рекордный по посещаемости в Болгарии концерт югославской певицы Лепы Брены в присутствии 120 тысяч человек, причём он запомнился ещё и тем, что певица спустилась на стадион на вертолете.
25 июля 2008 года рок-группа Metallica дала на стадионе концерт в рамках 2008 European Vacation Tour. В октябре 2010 года вышел DVD/Blu-Ray альбом The Big 4 Live from Sofia, Bulgaria с записью большого концерта, состоявшегося в июне того же года на стадионе в рамках фестиваля Sonicsphere с участием групп Megadeth, Anthrax, Slayer и Metallica.
| Все концерты на стадионе | Все концерты на стадионе             | Все концерты на стадионе                                                      | Все концерты на стадионе |
| Дата                     | Артист                               | Тур                                                                           | Зрителей                 |
| ------------------------ | ------------------------------------ | ----------------------------------------------------------------------------- | ------------------------ |
| 24 июля 1990             | Лепа Брена                           | н/д                                                                           | 120 000                  |
| 14 сентября 2006         | Цеца                                 | Grom Tour                                                                     | 500                      |
| 2 октября 2003           | Азис                                 | н/д                                                                           | 50 000                   |
| 24 июля 2008             | Metallica                            | 2008 European Vacation Tour                                                   | 50 000                   |
| 29 августа 2009          | Мадонна                              | Sticky & Sweet Tour                                                           | 53 660                   |
| 14 мая 2010              | AC/DC                                | Black Ice World Tour                                                          | 60 000                   |
| 22 июня 2010             | Megadeth, Anthrax, Slayer, Metallica | Sonisphere                                                                    | 50 000                   |
| 23 июня 2010             | Rammstein                            | Liebe ist für alle da Tour                                                    | 35 000                   |
| 8 июля 2012              | Guns N' Roses                        | Up Close and Personal Tour                                                    | 10 000                   |
| 14 мая 2013              | Bon Jovi                             | Because We Can: The Tour                                                      | 47 266                   |
| 26 июля 2013             | Rammstein                            | Made in Germany 1995–2011                                                     | н/д                      |
| 30 августа 2013          | Роджер Уотерс                        | The Wall Live                                                                 | 31 371                   |
| 25 сентября 2015         | Слави Трифонов                       | н/д                                                                           | 70 000                   |
| 30 июля 2023             | Imagine Dragons                      | Mercury World Tour                                                            | 44 000                   |
| 31 августа 2024          | Эд Ширан                             | The Mathematics Tour                                                          | 60 000                   |
| 14 сентября 2024         | Андреа Бочелли                       | Andrea Bocelli 30: The Celebration                                            | 30 000                   |
| 21 июля 2025             | Guns N' Roses                        | Because What You Want & What You Get Are Two Completely Different Things Tour | н/д                      |
| 28 сентября 2025         | Робби Уильямс                        | Robbie Williams Live 2025                                                     | н/д                      |